# Maki Gotō
Pour les articles homonymes, voir Goto.
Maki Gotō, ou Goto, Gotou (後藤真希, Gotō Maki, née le 23 septembre 1985 à Edogawa (Tokyo, Japon), est une ex-idole japonaise, chanteuse, actrice, modèle, au sein du Hello! Project jusqu'en 2007 puis chez Avex jusqu'en 2011, avant son retrait.

## Biographie

### Carrière
Elle débute en 1999 à 13 ans, seule sélectionnée de la "troisième génération" du groupe de J-pop Morning Musume, après une audition nationale dans le cadre de l'émission télévisée Asayan. Son look voyant aux cheveux décolorés, osé à l'époque pour une fille de son âge, attire l'attention des médias et du public, et son arrivée dans le groupe coïncide avec une explosion de la popularité des Morning Musume. Mise en avant, elle débute dès 2001 une carrière en solo en parallèle au groupe, avec le single Ai no Bakayaro qui se classe N°1 à l'Oricon avec plus de 400.000 exemplaires vendus. Elle quitte finalement Morning Musume en septembre 2002 pour s'y consacrer pleinement, toujours au sein du Hello! Project (H!P), avec succès pendant les premières années, tous ses disques en solo se classant dans le top 10 de l'oricon jusqu'en 2005. Elle participe aussi en parallèle au fil des ans à de nombreux sous-groupes et groupes temporaires : Petitmoni, Akagumi 4, 7-nin Matsuri, Sexy 8, H.P. All Stars, Gomattou, DEF.DIVA, Nochiura Natsumi et Morning Musume Tanjo 10nen Kinentai. Elle joue également dans des films, téléfilms et séries TV, seule ou avec son groupe.
Maki Gotō quitte le H!P et la compagnie Up-Front en octobre 2007, après quatre albums, une compilation et dix-sept singles en solo, officiellement de son propre gré pour changer de style musical, mais en fait plus probablement à cause d'un fait divers ternissant son image d'idol : l'arrestation de son frère Yuki et d'un supposé petit ami pour vol aggravé (voir chapitre suivant). Après une année de retrait et un séjour aux États-Unis pour se perfectionner au chant et à la danse, elle annonce sa signature avec la compagnie Avex Group en 2008, et recommence à se produire, d'abord dans le cadre du projet collaboratif Sweet Black feat. Maki Goto en 2009 sur le label Rhythm Zone d'avex, puis sous son seul nom à partir de 2010 sur le label affilié avex trax.
Alors que la sortie de son premier album complet pour avex est prévue pour novembre 2011, Maki Goto annonce en juin 2011 son intention de mettre sa carrière en pause en fin d'année, sans donner de précisions sur un retour éventuel.
Elle se retire effectivement le 4 décembre suivant au terme d'un ultime concert, pendant lequel montent la rejoindre sur scène ses ex-collègues de Morning Musume réunies au sein de Dream Morning Musume. Bien que désormais retirée, elle leur rend la pareille trois mois plus tard en étant l'invitée surprise du concert final de Dream Morning Musume.
En 2020, Maki Gotō revient avec une chaine YouTube et renoue avec le succès avec de vidéos de contenu très diversifié telque vlog, life style, react etc.

### Vie personnelle
Maki Goto a vécu plusieurs drames familiaux, rapportés par les médias japonais. Son père meurt en 1996 d'une chute accidentelle lors d'une randonnée en montagne, alors qu'elle avait 10 ans. Elle est ensuite élevée seule par sa mère avec son jeune frère Yuki et ses deux sœurs ainées. En 2000, Yuki Gotō débute lui aussi une carrière de chanteur produit comme sa sœur par Tsunku et la compagnie Up-Front, en tant que membre du duo EE Jump avec Sonim ; mais en 2002 il est arrêté par la police dans un bar car encore mineur, et est en conséquence renvoyé de son agence, ce qui clôt sa carrière artistique. En 2007, il est à nouveau arrêté avec des amis pour un vol aggravé de métaux sur un chantier, risquant une lourde peine avec ses complices, dont l'un est présenté par le journal Flash magazine comme étant un petit ami de Maki Goto ; dans les jours qui suivent, celle-ci annonce son départ du H!P et d'Up-Front, et se retirera de la vie publique pendant un an. Yuki Goto sera finalement condamné à 5 ans et demi de prison.
Alors que Maki Goto avait repris sa carrière avec un nouveau label, le 23 janvier 2010 au soir, sa mère tombe par la fenêtre de la maison familiale où ses filles étaient présentes. C'est Maki Goto elle-même qui découvre son corps. Tokiko Goto décède peu après à l'hopital, à 55 ans. Les enquêteurs envisagent la possibilité d'un accident dû à l'abus d'alcool, mais celle d'un suicide lié à ses drames familiaux est aussi évoquée. Plusieurs de ses ex-collègues du H!P assisteront à la cérémonie funéraire, filmées à leur arrivée par les médias présents.
Bien plus tard, Goto annonce sur son blog le 22 juillet 2014 s'être mariée. Elle donne naissance à une petite fille le 7 décembre 2015.

## Groupes

### Au sein du Hello!Project
- Morning Musume (1999-2002)
- Petitmoni (1999-2002)
- Akagumi 4 (2000)
- 7nin Matsuri (2001)
- Sexy 8 (2002)
- Gomattou (2002-2003)
- H.P. All Stars (2004)
- Hello! Project Shirogumi (2005)
- DEF.DIVA (2005-2006)
- Morning Musume Tanjo 10nen Kinentai (2007)

## Discographie en solo

### Hello! Project

#### Albums
1. 5 février 2003 : Makking Gold ① (マッキングGOLD①?)
2. 28 janvier 2004 : ② Paint It Gold (②ペイント イット ゴールド?)
3. 23 février 2005 : 3rd Station (3rd ステーション?)
4. 19 septembre 2007 : How to use SEXY

Mini-album
1. 5 mars 2003 : Ken & Mary no Merikenko On Stage! (「けん&メリーのメリケン粉オンステージ!」オリジナルキャスト盤?)

Compilations
1. 14 décembre 2005 : Goto Maki Premium Best ① (後藤真希 プレミアムベスト①?)
2. 22 septembre 2010 : Goto Maki Complete Best Album 2001-2007 ~Singles & Rare Tracks~

#### Singles
1. 28 mars 2001 : Ai no Bakayarō (愛のバカやろう?)
2. 19 septembre 2001 : Afurechau... Be in Love (溢れちゃう．．．BE IN LOVE?)
3. 9 mai 2002 : Te wo Nigitte Arukitai (手を握って歩きたい?)
4. 21 août 2002 : Yaruki! It's Easy (やる気! IT'S EASY?)
5. 18 décembre 2002 : Sans Toi Ma Mie/Kimi to Itsumademo (サントワマミー/君といつまでも?)
6. 19 mars 2003 : Uwasa no Sexy Guy (うわさのSEXY GUY?)
7. 18 juin 2003 : Scramble (スクランベル?)
8. 27 août 2003 : Daite yo! Please Go On (抱いてよ! PLEASE GO ON?)
9. 27 novembre 2003 : Genshoku Gal Hade ni Ikube! (原色GAL派手に行くべ!?)
10. 17 mars 2004 : Sayonara no Love Song (サヨナラのLOVE SONG?)
11. 7 juillet 2004: Yokohama Shinkirō (横浜蜃気楼?)
12. 17 novembre 2004 : Sayonara 'Tomodachi ni wa Naritakunai no' (さよなら「友達にはなりたくないの」?)
13. 6 juillet 2005 : Suppin to Namida. (スッピンと涙?)
14. 25 janvier 2006 : Ima ni Kitto... In My Life (今にきっと…in my LIFE?)
15. 7 juin 2006 : Glass no Pumps (ガラスのパンプス?)
16. 11 octobre 2006 : Some Boys! Touch (SOME BOYS! TOUCH?)
17. 11 avril 2007 : Secret (シークレット?)

#### Vidéos
Singles V (DVD)
1. Sans Toi Ma Mie/Kimi to Itsumademo (サントワマミー/君といつまでも?) (5 février 2002)
2. Uwasa no Sexy Guy (うわさのSEXY GUY?) (19 mars 2003)
3. Scramble (スクランベル?) (18 juin 2003)
4. Daite yo! Please Go On (抱いてよ! PLEASE GO ON?) (27 août 2003)
5. Sayonara no Love Song (サヨナラのLOVE SONG?) (17 mars 2004)
6. Yokohama Shinkirō (横浜蜃気楼?) (7 juillet 2004)
7. Sayonara 'Tomodachi ni wa Naritakunai no' (さよなら「友達にはなりたくないの」?) (17 novembre 2004)
8. Suppin to Namida. (スッピンと涙?) (21 juillet 2005)
9. Ima ni Kitto... In My Life (今にきっと…in my LIFE?) (1er février 2006)
10. Glass no Pumps (ガラスのパンプス?) (21 juin 2006)
11. Some Boys! Touch (SOME BOYS! TOUCH?) (25 octobre 2006)
12. Secret (シークレット?) (25 avril 2007)

DVD

### Avex

#### Sweet Black feat. Maki Goto
Singles digitaux
1. 21 janvier 2009 : Fly away
2. 25 février 2009 : Lady-Rise
3. 21 avril 2009 : with...

Mini-album
1. 16 septembre 2009 : SWEET BLACK

Collaboration
1. 18 février 2009 : Golden Luv feat. Maki Goto (sur le single Believe in LOVE feat. BoA du groupe Ravex)

#### Maki Goto (Avex Trax)
Singles digitaux
1. 10 octobre 2010 : Koi Hitoyo (恋一夜?)
2. 20 juillet 2011 : What Is LOVE / SCANDALOUS

Mini-albums
1. 28 juillet 2010 : ONE
2. 12 janvier 2011 : Gloria
3. 4 mai 2011 : Love

Album
1. 2 novembre 2011 : Ai Kotoba (VOICE) (愛言葉?)

DVD

## Discographie en groupes

### Avec Morning Musume
Singles
- 9 septembre 1999 : Love Machine (+ ré-édition de 2005)
- 26 janvier 2000 : Koi no Dance Site (+ ré-édition de 2005)
- 17 mai 2000 : Happy Summer Wedding
- 6 septembre 2000 : I Wish
- 13 décembre 2000 : Renai Revolution 21
- 25 juillet 2001 : The Peace!
- 31 octobre 2001 : Mr. Moonlight ~Ai no Big Band~
- 20 février 2002 : Sōda! We're Alive
- 24 juillet 2002 : Do it! Now

Albums
- 29 mars 2000 :  3rd -Love Paradise-
- 27 mars 2002 :  4th Ikimasshoi!

(+ compilations du groupe)

### Autres participations
Singles
- 25 novembre 1999 : Chokotto Love (avec Petitmoni)
- 8 mars 2000 : Akai Nikkichō (avec Akagumi 4)
- 26 juillet 2000 : Seishun Jidai 1.2.3! / Baisekō Daiseikō! (avec Petitmoni)
- 28 février 2001 : Baby! Koi ni Knock Out! (avec Petitmoni)
- 4 juillet 2001 : Summer Reggae! Rainbow (avec 7-nin Matsuri)
- 14 novembre 2001 : Pittari Shitai X'mas! (avec Petitmoni)
- 3 juillet 2002 : Shiawase Desu ka? (avec Sexy 8)
- 20 novembre 2002 : Shall We Love? (avec Gomattō)
- 1er décembre 2004 : All for One & One for All! (avec H.P. All Stars)
- 19 octobre 2005 : Suki Sugite Baka Mitai (avec DEF.DIVA)
- 25 mars 2006 : Let's Go Rakuten Eagles (avec DEF.DIVA)
- 24 janvier 2007 : Bokura ga Ikiru My Asia (avec Morning Musume Tanjō 10nen Kinentai)
- 8 août 2007 : Itoshiki Tomo e (avec Morning Musume Tanjō 10nen Kinentai)

Albums
- 10 juillet 2002 : Hawaiian de Kiku Morning Musume Single Collection (avec "Takagi Boo to Morning Musume, Coconuts Musume, etc")
- 21 août 2002 : Zenbu! Petitmoni (avec Petitmoni)
- 23 octobre 2002 : FS3 Folk Songs 3
- 25 février 2004 : FS5 Sotsugyō

## Filmographie
Films
- 2000 – Pinch Runner (ピンチランナー)
- 2002 – Nama Tamago (ナマタマゴ)
- 2003 – Seishun Bakachin Ryorijuku (青春ばかちん料理塾)
- 2003 – Koinu Dan no Monogatari (子犬ダンの物語)

Séries TV
- 2001 – Mariya (マリア)
- 2002 – Yan Papa (やんぱぱ)
- 2005 – Yoshitsune (大河ドラマ 義経)

Téléfilms
- 2002 - Izu no Odoriko (伊豆の踊子)
- 2003 – R.P.G.
- 2006 – Matsumoto Seichou Special Yubi (松本清張スペシャル・指)

## Divers
Comédies musicales et théâtres
- 2003 : Ken & Mary no Merikenko on Stage! (けん&メリーのメリケン粉オンステージ!)
- 2004 : Sayonara no LOVE SONG (サヨナラのLOVE SONG)
- 2007 : Gekidan Senior Graffiti Yokosuka Story (横須賀ストーリー)

Radio
- 2003 : Young Town Douyoubi
- 2003-2005 : Goto Maki no Makkinkin RADIO
- 2009- : SWEET BLACK Girls

Photobooks
- 2001.11.06 : Goto Maki
- 2003.03.21 : maki
- 2003.09.xx : Pocket Morning Musume. (Vol.2) (avec  Natsumi Abe, Mari Yaguchi, Kaori Iida)
- 2003.09.30 : Goto Maki in Hello! Project 2003 Natsu
- 2003.06.27 : more maki
- 2004.03.13 : Goto Maki in Hello! Project 2004 Winter
- 2004.04.24 : PRISM
- 2004.06.30 : Maki Goto Photobook Concert Tour 2004 Spring ~Magane Shoku ni Nuccha e!~
- 2004.07.23 : Alo-Hello! Goto Maki
- 2004.09.28 : Goto Maki in Hello! Project 2004 summer
- 2005.04.26 : Dear...
- 2005.07.06 : Nochiura Natsumi Live "TRIANGLE ENERGY" (avec Nochiura Natsumi)
- 2005.10.25 : Goto Maki + Melon Kinenbi Hello! Project 2005 Natsu no Kayou Shoo 05 Serekushon! Korekushon! (avec Melon Kinenbi)
- 2006.04.07 : Goto Maki & Matsuura Aya in Hello! Project 2006 Winter (avec Aya Matsuura)
- 2006.08.21 : FOXY FUNGO
- 2011.11.27 : go to natura…

Livres
- 2002.09.xx : Goto Maki myself
- 2002.12.xx : Goto Maki Otakara Photo BOOK
- 2003.09.23 : 99 no Goto Maki
- 2003.12.xx : Goto Maki Seishun no Sokuseki
- 2005.04.07 : Goto Maki Chronicle 1999 - 2004